# Ugo da Carpi

Kreuzabnahme, um 1520, Farbholzschnitt nach einer Zeichnung des Malers Raffael

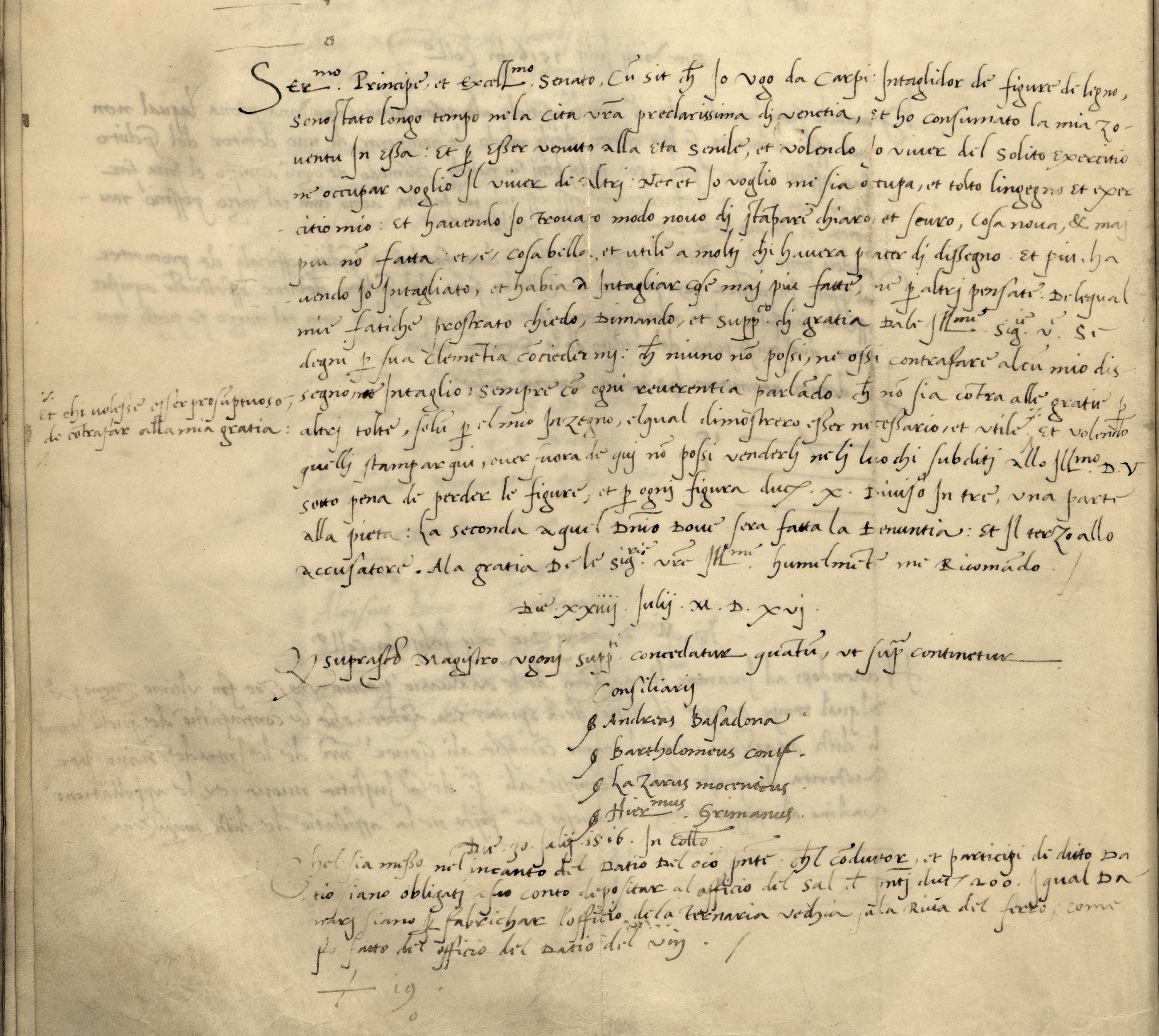
Ugo da Carpis Eingabe für das Patent auf den Chiaroscuro-Holzschnitt, 1516, mit Vermerk über die Bewilligung seines Antrags

Ugo da Carpi (* 1480 in Carpi; † zwischen 1520 und 1532 in Rom) war ein italienischer Holzschneider.
Ugo da Carpi, Sohn des Pfalzgrafen und Notars Astolfo da Panico, hielt sich lange in Venedig auf, wo er sich ein Privilegium auf eine von ihm neubenannte Art des Clairobscurschnitts geben ließ. Man hat ihn fälschlicherweise als den Erfinder des Helldunkels in drei Druckplatten betrachtet, und er selbst spricht in seiner erwähnten Eingabe an den Senat von Venedig von einer Erfindung, die er gemacht haben will. Hans Burgkmair und Lucas Cranach haben jedoch zehn Jahre zuvor schon im Farbholzschnitt gedruckt. 1516 erhielt er vom Senat in Venedig das Patent für diese neue Technik, zwei Jahre später auch vom Papst Leo X. Da Carpi war ein trefflicher Holzschneider, der mit Verständnis und malerischer Wirkung unter anderem die Zeichnungen Raffaels, Parmigianinos wiederzugeben verstand.
1972 wurden in Civitavecchia Fresken entdeckt, die ihm zugeschrieben werden. 2009 wurden diese Fresken von Kunsthistorikern beurteilt und als „außergewöhnlich“ eingestuft. Die Darstellungen sind Kopien von Raffaels Stanzen im Apostolischen Palast des Vatikans in Rom.